# Przyborów (Jeleśnia)
Przyborów ist eine Ortschaft mit einem Schulzenamt der Gemeinde Jeleśnia im Powiat Żywiecki der Woiwodschaft Schlesien in Polen.

## Geographie
Der Ort liegt am Fluss Koszarawa in den Saybuscher Beskiden (Beskid Żywiecki), etwa 20 km südöstlich von Żywiec.

## Geschichte
Der Ort wurde innerhalb der Herrschaft Saybusch wahrscheinlich im Jahre 1595 von Walachen auf Rodungsland gegründet.
Bei der Ersten Teilung Polens kam das Dorf 1772 zum neuen Königreich Galizien und Lodomerien des habsburgischen Kaiserreichs (ab 1804).
1918, nach dem Ende des Ersten Weltkriegs und dem Zusammenbruch der k.u.k. Monarchie, kam Przyborów zu Polen. Unterbrochen wurde dies nur durch die Besetzung Polens durch die Wehrmacht im Zweiten Weltkrieg. Es gehörte dann zum Landkreis Saybusch im Regierungsbezirk Kattowitz in der Provinz Schlesien (seit 1941 Provinz Oberschlesien).
Die römisch-katholische Pfarrei wurde im Jahre 1983 errichtet.
Von 1975 bis 1998 gehörte Przyborów zur Woiwodschaft Bielsko-Biała.
Bis 2001 gehörte das Dorf zur Gemeinde Koszarawa.

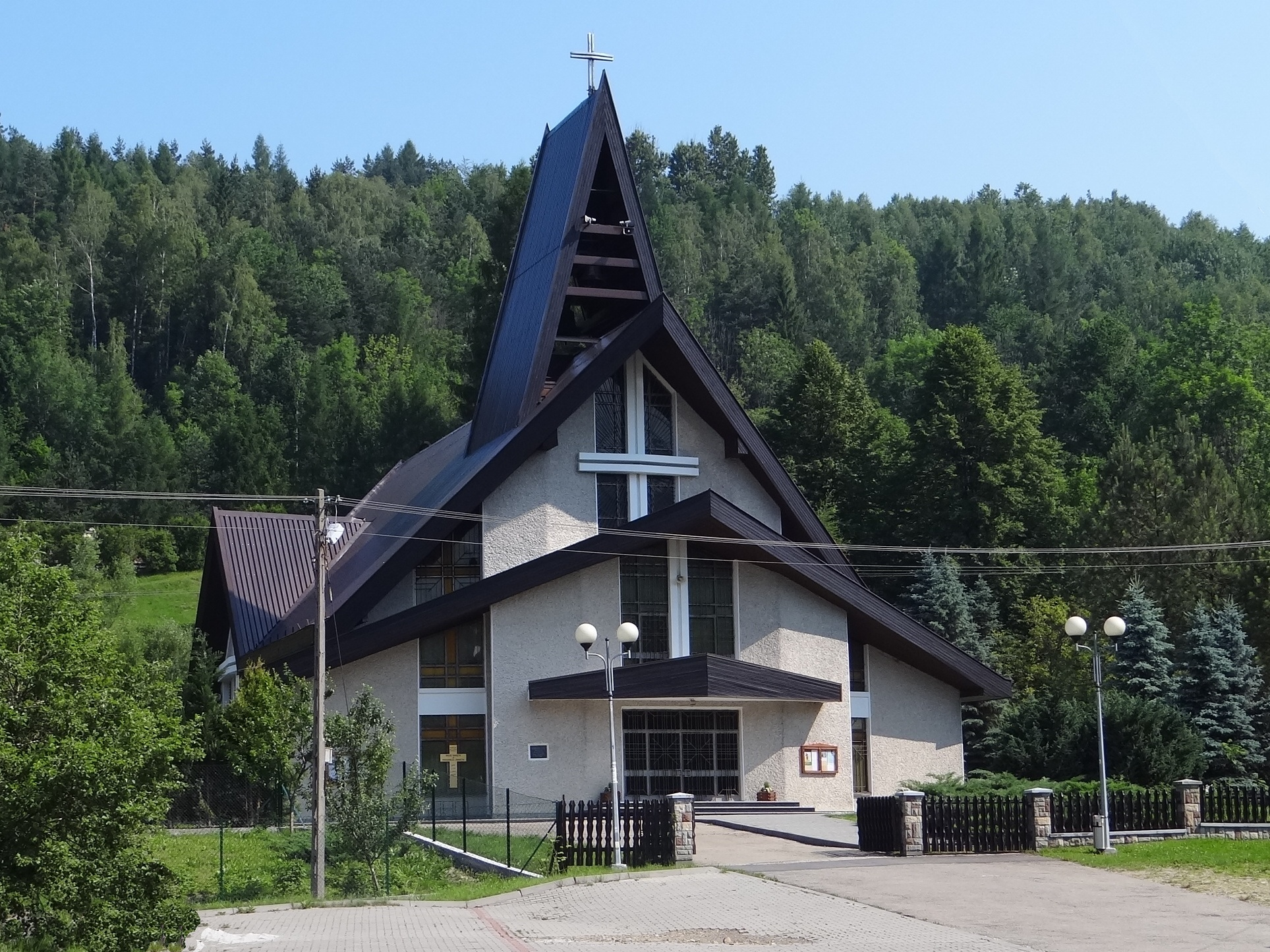
Römisch-katholische Kirche, erbaut 1983–87
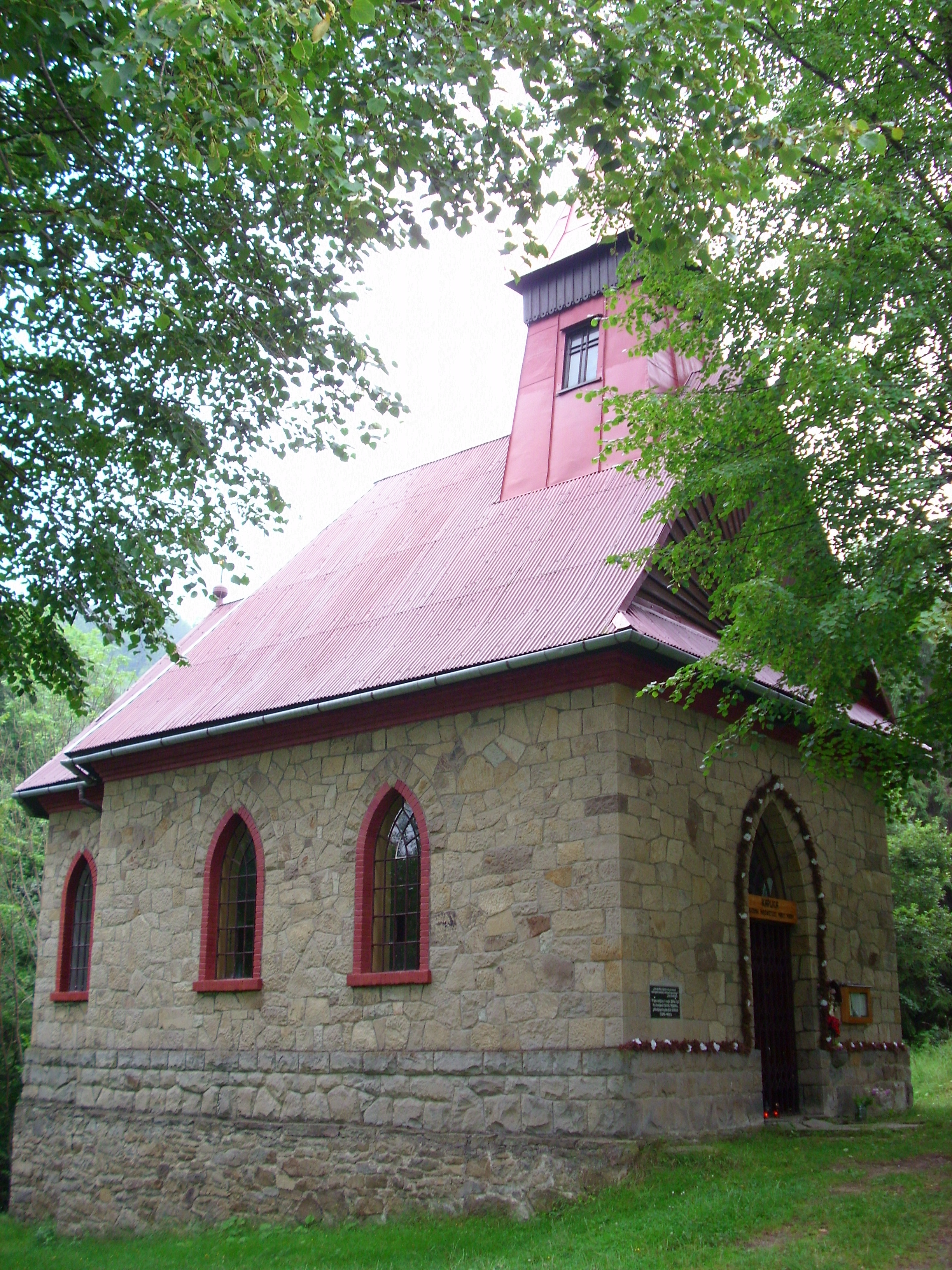
Kapelle im Weiler Jabłonów, erbaut 1947